# Bressanone
Ne doit pas être confondu avec Brixen im Thale.
Bressanone (en italien), Brixen (en allemand, /ˈbʁɪksn̩/ ), Persenon ou Porsenù (en ladin) est une commune italienne d'environ 22 000 habitants située dans la province autonome de Bolzano, dans la région du Trentin-Haut-Adige, dans le Nord-Est de l'Italie.
Bien qu'elle soit de taille relativement modeste, c'est la troisième ville du Haut-Adige. Elle est surtout connue comme lieu de sports d'hiver. Située dans une région bilingue italo-allemande, la ville est majoritairement germanophone (75 %).
Elle a été désignée « ville alpine de l'année » en 2018.

## Répartition des langues
Selon le recensement de 2011, la plupart des habitants (72,8 %) parlent l'allemand comme langue maternelle, 25,8 % parlent l'italien nativement et 1,4 % le ladin.

## Géographie

### Situation générale

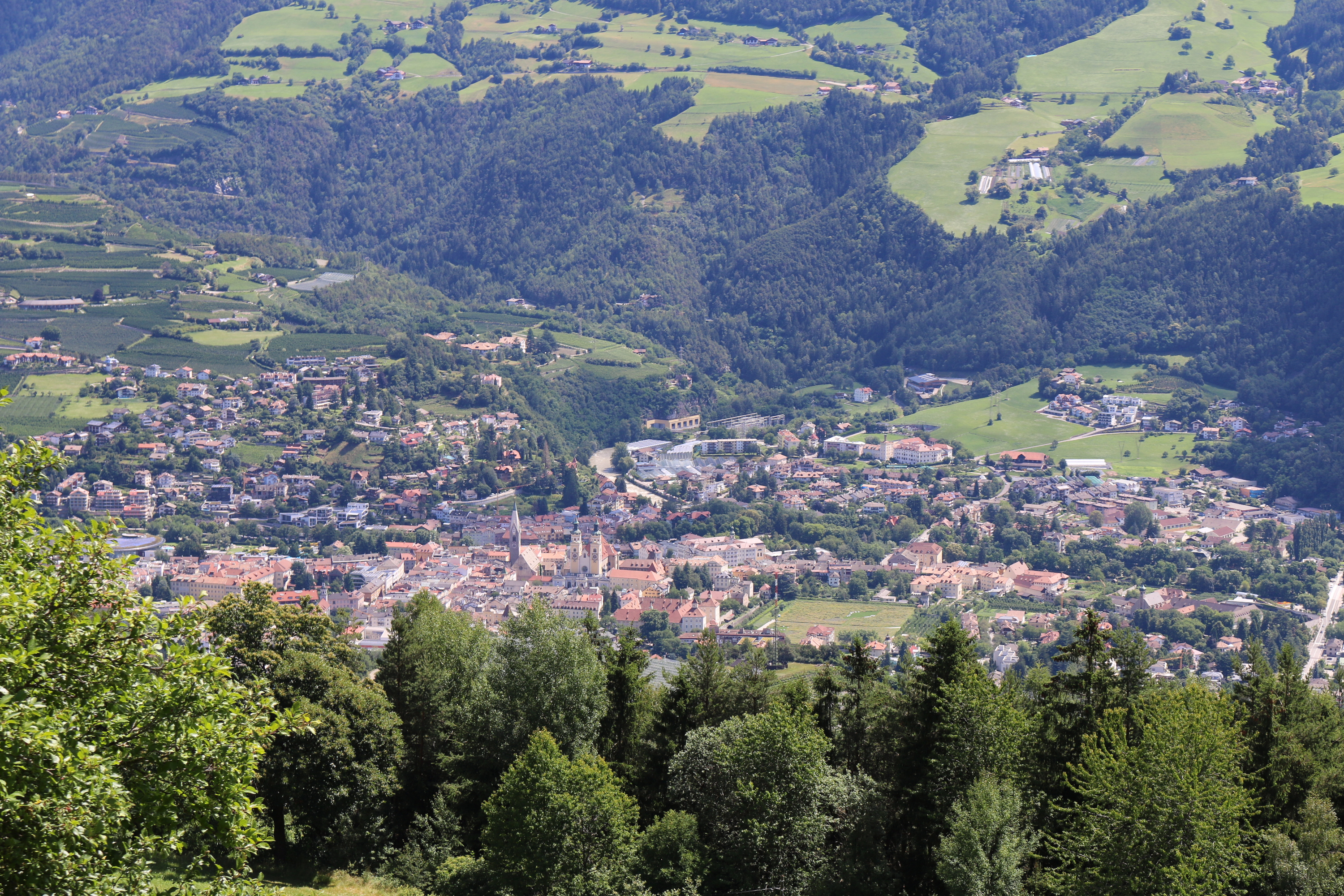
Panorama du versant ouest de la vallée de l’Isarco montrant le site de Bressanone.

Cette commune se trouve à 40 km environ au nord de Bolzano et à 45 km au sud du col du Brenner, encaissée à la confluence de l’Isarco et de la Rienza. Les montagnes de Bressanone sont le Plose à l'est et le monte Pascolo à l’ouest.

### Lieux-dits
Les différents frazioni de Bressanone sont Albes/Albeins, Caredo/Karneid, Cleran/Klerant, Cornale/Korneid, Elvas, Eores/Afers, La Mara/Mahr, Meluno/Mellaun, Perara/Pairdorf, Pinzago/Pinzagen, S.Andrea/St.Andrä, Scezze/Tschötsch, S.Leonardo/St.Leonhard, Tecelinga/Tötschling, Tiles/Tils, Costa d'Elvas/Kranebitt, Monte Ruzzo/Schrambach et Sarnes/Sarns.

### Communes limitrophes
Les communes limitrophes sont Funes, Luson, Naz-Sciaves, San Martino in Badia, Varna et Velturno.

### Climat
Bressanone est sous l'influence d'un climat continental humide,.
La température moyenne du mois le plus froid (janvier) à Bressanone sur cinquante ans (1951–2010) est de −2 °C ; celle du mois le plus chaud juillet), de +19,2 °C.
Le volume moyen des précipitations est de 700 mm, répartis sur 85 jours ; l’hiver est habituellement la saison la plus sèche. Les précipitations se traduisent fréquemment par des chutes de neige. Le volume de précipitations maximum correspond à l'été, notamment sous forme d'orages, du fait du concours de masses d'air chaude et froide et de l'effet de foehn lié à la proximité de la crête des Alpes.

## Histoire
Des vestiges de plusieurs camps préhistoriques ont été retrouvés sur ce site hospitalier limité par le val d'Isarco et le Val Pusteria. Le village primitif a dû se former entre les Ve et VIIIe siècles, lorsque le pays était progressivement recolonisé par les Bavarii. Bressanone est mentionnée pour la première fois en 901 sous la forme Prihsna dans une donation de Louis l’Enfant, le dernier des Carolingiens, nom d'où est issu le toponyme moderne Bressanone.
En juin 1080, un concile clérical y est convoqué par l'Empereur Henri IV qui réunit les évêques allemands et du nord de l'Italie. Ce concile destitue destitue le pape romain Grégoire VII et le remplace l'archevêque de Ravenne Guibert.
La ville a grandi autour de ce fort de Prihsna, et sa réputation dépassa longtemps les frontières du Tyrol en tant que siège des prince-évêques, qui de 1027 à 1803 furent des dignitaires du haut-clergé impérial.
Les évêques les plus significatifs de Bressanone furent Poppon, élu pape en 1048 sous le nom de Damase II, le dominicain Guala de Bergame (1180-1244), le philosophe Nicolas de Cues (1450-1464) et Georg Golser (1464-1488) qui mit un terme aux persécutions de l'inquisiteur Henri Institoris. De nos jours, Bressanone partage le prestige de siège de l'archevêché avec la capitale régionale Bolzano (« diocèse de Bolzano-Bressanone »).
Jusqu'en 1918, la ville de Bressanone fait partie de la monarchie autrichienne (empire d'Autriche), puis Autriche-Hongrie (Cisleithanie après le compromis de 1867), chef-lieu du district de même nom, l'un des vingt-et-un Bezirkshauptmannschaften dans la province du Tyrol.

## Administration
| Période                                  | Période    | Identité            | Étiquette | Qualité |
| ---------------------------------------- | ---------- | ------------------- | --------- | ------- |
| 1945                                     | 1947       | Alberto Onestinghel |           |         |
| 1947                                     | 1948       | Adolfo Kunz         |           |         |
| 1948                                     | 1952       | Natale Dander       |           |         |
| 1952                                     | 1968       | Valerius Dejaco     |           |         |
| 1968                                     | 1988       | Zeno Giacomuzzi     | SVP       |         |
| 1988                                     | 2005       | Klaus Seebacher     | SVP       |         |
| 23 mai 2005                              | 9 mai 2015 | Albert Pürgstaller  | SVP       |         |
| 10 mai 2015                              | 2020       | Peter Brunner       | SVP       |         |
| Les données manquantes sont à compléter. |            |                     |           |         |

### Jumelages
- Ratisbonne (Allemagne) depuis 1969[9]
- Bled (Slovénie) (Slovénie) depuis 2004
- Havlíčkův Brod (Tchéquie) depuis 2007

## Économie
- L'entreprise Durst

## Culture

### Monuments et patrimoine
La cathédrale de Bressanone, basilique-cathédrale édifiée dès le Xe siècle, aujourd'hui reconstruite en style baroque est le principal édifice de la ville.

### Manifestations culturelles
En juillet 2009, Bressanone a organisé Südtirol 2009, les championnats du monde d'athlétisme espoir 2009. C'est la plus petite ville à avoir organisé des championnats du monde (avec l'aide de la province, ce qui explique le nom donné à ces championnats).
En cyclisme, elle fut également la ville départ de la sixième étape du Tour d'Italie 2009 qui mena le peloton de Bressanone à Mayrhofen en Autriche.

## Personnalités liées à la commune
- Marcin Teofil Polak (vers 1570-1639), peintre polonais mort à Bressanone.
- Maria Hueber (1653-1705), religieuse, éducatrice, fondatrice d'ordre, vénérable, y est née, et y a fondé la première école gratuite pour filles dans la région.
- Augustin Simnacher (1688-1757), facteur d'orgue allemand, y est décédé.
- Karin Oberhofer (née en 1985), biathlète, y est née.
- Reinhold Messner (né le 17 septembre 1944), alpiniste, y est né.